# Antonín Lažanský z Bukové
Antonín hrabě Lažanský z Bukové (Antonín II. Paduánský Prokop Jan Nepomuk říšský hrabě Lažanský z Bukové) (21. srpna 1815, Praha – 13. října 1883, Vídeň) byl český šlechtic a rakouský státní úředník ze starobylého šlechtického rodu. Přes třicet let působil ve státních úřadech, v letech 1865–1866 byl správcem místodržitelského úřadu v Čechách, od roku 1866 byl též tajným radou.

## Životopis
Pocházel ze starého šlechtického rodu Lažanských, narodil se v Praze na Malé Straně jako nejstarší syn c. k. komořího Antonína I. Lažanského (1784–1847), matka Josefa (1793–1878) pocházela z rodu Trauttmansdorffů, byla dámou Řádu hvězdového kříže a v letech 1816–1838 vlastnila panství Nečtiny v západních Čechách.  Antonín studoval na Univerzitě Karlově a dosáhl titulu doktora práv, začínal jako koncipista zemského gubernia v Brně (1836–1840), poté byl krajským komisařem v Hranicích (1840–1842). V roce 1843 byl jmenován c.k. komořím a v letech 1843–1848 byl komořím arcivévody Štěpána a zároveň dvorním koncipistou českého místodržitelství. V letech 1848–1851 byl tajemníkem na ministerstvu vnitra a následně místodržitelským radou v Uhrách (1851–1853). Poté byl místodržitelským radou v Šoproni, Košicích a Praze (1853–1860), od roku 1854 s titulem dvorního rady. Od roku 1861 byl radou místodržitelského úřadu v Praze, v letech 1864–1867 byl viceprezidentem místodržitelství v Čechách. Po odchodu místodržitele Richarda Belcrediho do funkce rakouského ministerského předsedy byl od července 1865 dočasným správcem českého místodržitelství a faktickým místodržitelem (do září 1866). Jeho kariéra skončila postem viceprezidenta místodržitelství na Moravě (1867–1868), tuto funkci ale fakticky nevykonával. Od roku 1866 byl c. k. tajným radou. Během služby ve státní správě získal několik vyznamenání, byl rytířem Řádu železné koruny (1853) a nositelem komandérského kříže Řádu sv. Štěpána (1866). Mimoto byl nositelem saského Albrechtova řádu a bavorského Řádu sv. Michala. V roce 1868 byl penzionován a od té doby žil jako soukromník ve Vídni.
Jeho manželkou byla od roku 1846 Johanna von Mayer (1829–1928), z jejich manželství pocházel syn Antonín (III.) Lažanský (1848–1885) a dcera Alžběta, která zemřela v dětství.
Jeho sestra Marie Alžběta (1817–1906) se provdala za svého bratrance Jana Lažanského z Bukové (1806–1878), majitele panství Rabštejn nad Střelou, po manželově smrti byla až do roku 1906 majitelkou velkostatku Rabštejn. Bratranec Leopold Lažanský z Bukové (1808–1860) byl dlouholetým místodržitelem na Moravě (1850–1860).